# Daniel Chavarría

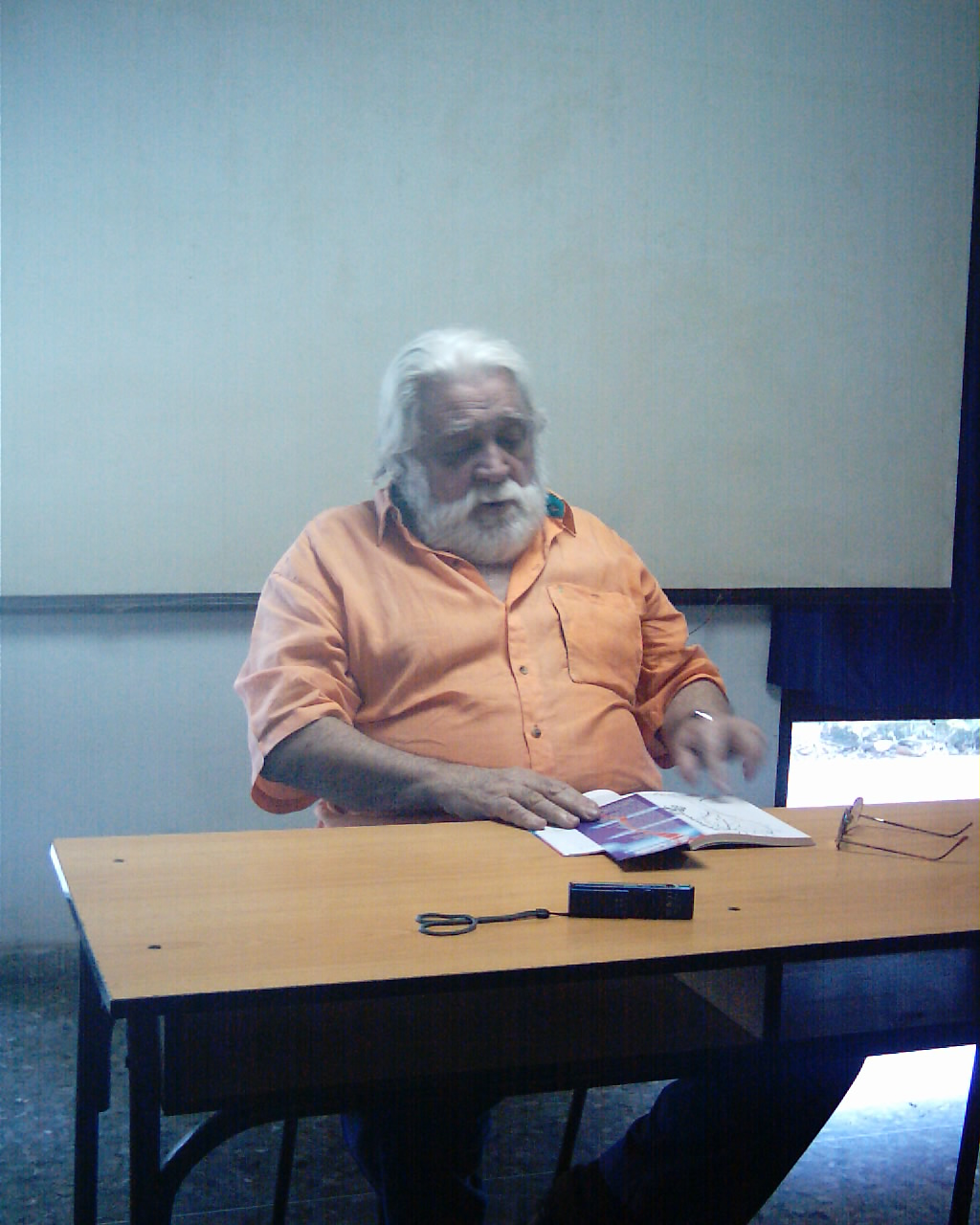
Daniel Chavarría

Daniel Chavarría, vollständiger Name Daniel Edmundo Chavarría Bastélica, (* 23. November 1933 in San José, Uruguay; † 6. April 2018 in Havanna) war ein uruguayisch-kubanischer Schriftsteller, Übersetzer und Dozent.
An der Universität von Havanna war Chavarría von 1975 bis 1986 Dozent für Latein, Griechisch und klassische Literatur. Zudem war er als literarischer Übersetzer für das Instituto Cubano del Libro tätig. Chavarría, der ab 1969 in Havanna lebte, hat unter anderem zahlreiche Romane, Geschichten sowie Drehbücher für Film und Fernsehen geschrieben. Zahlreiche seiner Bücher, bei denen er einen Schwerpunkt auf Krimis gelegt hat, unter denen sich aber auch historische Romane finden, wurden in eine Vielzahl weiterer Sprachen übersetzt und erschienen beispielsweise in Uruguay, Deutschland, den USA, Brasilien, Mexiko, Spanien, Italien, Frankreich, Griechenland und Russland als Neuauflagen.
Chavarría, Mitglied der Unión Nacional de Escritores y Artistas de Cuba (UNEAC), wurde vielfach für seine Arbeiten ausgezeichnet. Zu den ihm verliehenen Preisen gehörte mehrfach der vom kubanischen Innenministerium (Minint) vergebene Premio Aniversario de la Revolución, aber auch der Preis des Uruguayischen Bildungs- und Kulturministeriums oder der Premio Daniell Hammett. 2002 wurde er mit dem Edgar Allan Poe Award bedacht. Für sein Drehbuch für den Film Plaf, das in Zusammenarbeit mit Regisseur J.C.Tabío entstand, erhielt er 1988 den Premio Coral beim Festival del Nuevo Cine Latinoamericano und im Folgejahr den Gran Premio de Largometrajes beim New Yorker Latino-Festival. 2010 wurde er mit dem kubanischen Nationalpreis für Literatur ausgezeichnet.

## Veröffentlichungen (Auszug)
- 1977: Joy, Roman (deutsch: Operation „Joy“, Neues Leben, Berlin 1984)
- 1979: Complejo Camagüey, gemeinsam mit Justo E. Vasco
- 1984: La sexta isla (deutsch: Die sechste Insel, Neues Leben, Berlin 1989)
- 1984: Primero muerto, gemeinsam mit Justo E. Vasco
- 1986: La frontera del deber, gemeinsam mit G. Rodríguez Rivera
- 1991: Allá ellos (deutsch: Die Wunderdroge, Heyne, München 1996)
- 1992: Contracandela, gemeinsam mit Justo E. Vasco
- 1993: El ojo de Cibeles
- 1995: Adiós muchachos, Roman (deutsch: Die Radfahrerin, Diana-Verlag, München 2000)
- 1998: Aquel año en Madrid (deutsch: Jenes Jahr in Madrid, Edition Köln 2005)
- 2000: El rojo en la pluma del loro (deutsch: Das Rot im Federkleid des Papageien, Edition Köln 2009)
- 2004: Viudas de sangre
- 2005: Príapos (deutsch: Viagra à la cubana, Edition Köln 2009)
- 2006: Una pica en flandes
- 2009: Y el mundo sigue andando (Memorias)

## Auszeichnungen (Auszug)
- 1977: Premio Aniversario de la Revolución des Innenministeriums von Kuba (Minint) für Joy
- Premio Capitán Eliseo Reyes des Minint für den besten Roman-Krimi des Jahrzehnts 1970 bis 1980 für Joy
- 1982: Premio Aniversario de la Revolución für Complejo Camagüey
- 1984: Kritikerpreis des kubanischen Kulturministeriums für La sexta isla
- 1984: Premio Aniversario de la Revolución für Primero muerto
- 1988: Premio Coral beim Festival del Nuevo Cine Latinoamericano für das Drehbuch zum Film Plaf
- 1989: Gran Premio de Largometrajes beim New Yorker Latino-Festival für das Drehbuch zum Film Plaf
- 1992: Premio Daniell Hammett der Asociación Internacional de Escritores Policiales in Guijón für den besten spanischsprachigen Krimi des Jahres mit Allá ellos
- 1993: Planeta-Joaquín Moritz in der Sparte "unveröffentlichter Roman" für El ojo de Cibeles
- 1994: Preis des Uruguayischen Bildungs- und Kulturministeriums (MEC) für El ojo de Cibeles
- 1994: Kritikerpreis in Havanna für El ojo de Cibeles
- 2000: Casa-de-las-Américas-Preis für El rojo en la pluma del loro
- 2002: Edgar Allan Poe Award für die englische Übersetzung seines Werks Adiós muchachos
- 2004: Premio Alejo Carpentier für Viudas de sangre
- 2005: Premio Camilo José Cela für Príapos
- 2010: Premio Nacional de Literatura de Cuba